# STEFY
STEFY är en popgrupp från  Orange County, Kalifornien, USA.

## Medlemmar
- Stefy Rae - Sång
- Sean Meyer - Gitarr
- John Gaviati - Keyboards
- Andreas Brobjer - Trummor

## Diskografi
Gruppen har kommit med ett album The Orange Album (29 augusti 2006)

### The Orange Album
1. Chelsea – 2:54
2. Hey School Boy – 3:31
3. Love You to Death – 3:14
4. Orange County – 4:27
5. Where are the Boys – 4:33
6. Cover Up – 3:46
7. Orange Crush – 2:51
8. Lucky Girl – 4:09
9. You and Me Against the World – 4:20
10. Pretty Little Nightmare – 3:15
11. Nothing Really – 3:57